# Glenea japensis
Glenea japensis är en skalbaggsart som beskrevs av Stefan von Breuning 1958. Glenea japensis ingår i släktet Glenea och familjen långhorningar. Inga underarter finns listade i Catalogue of Life.